# 1929 na arte

## Eventos
- Fundação do Museu de Arte Moderna de Nova Iorque.

## Nascimentos
| Data            | Nome               | Profissão          | Nacionalidade | Observações | Ref |
| --------------- | ------------------ | ------------------ | ------------- | ----------- | --- |
| 16 de Janeiro   | Vilma Caccuri      | artista plástica   | Brasil        |             |     |
| 24 de Fevereiro | Zdzisław Beksiński | pintor e fotógrafo | Polónia       | m. 2005     |     |
| 5 de Setembro   | Frank Gehry        | arquitecto         | Canadá        |             |     |
| 27 de Dezembro  | Lucio Muñoz        | pintor             | Espanha       | m. 1998     |     |
| ??              | Alexandre Rapoport | artista plástico   | Brasil        |             |     |

## Mortes
| Data           | Nome                       | Profissão                     | Nacionalidade                              | Observações | Ref |
| -------------- | -------------------------- | ----------------------------- | ------------------------------------------ | ----------- | --- |
| 6 de Novembro  | Columbano Bordalo Pinheiro | pintor naturalista e realista | Reino Unido de Portugal, Brasil e Algarves | n. 1857     |     |
| 26 de Dezembro | Pedro Weingärtner          | pintor, gravador e litógrafo  | Brasil                                     | n. 1853     |     |
| ??             | Garcia Bento               | pintor e desenhista           | Brasil                                     | n. 1897     |     |

## Prémios
- Prémio Valmor e Municipal de Arquitectura 1929 - Pardal Monteiro[1].